# Three Rivers (Michigan)
Three Rivers è un comune degli Stati Uniti d'America, situato nello Stato del Michigan, nella contea di St. Joseph.